# Aloïs Nelis
Aloïs Nelis (Antwerpen, 9 augustus 1842 - Leuven, 3 februari 1898) was een Belgisch historicus en letterkundige.

## Levensloop
Nelis studeerde aan de normaalschool in Luik. Hij werd leraar klassieke talen aan de athenea van Antwerpen (1864), Hasselt (1867) en Brugge (1871). Hij had in Brugge leraar retorica Eusèbe Feys  als collega en weldra als vriend. Hij knoopte een vriendschap aan met de leraar Vlaamse taal Julius Sabbe. Vervolgens werd hij studieprefect in Brugge (1890) en Leuven (1895).
In 1874 trouwde Nelis met de twaalf jaar jongere Marie Justine Brouwers, die hij in Hasselt had leren kennen. Zij kregen zes kinderen.
Nelis was bestuurslid van het Genootschap voor Geschiedenis te Brugge van 1877 tot 1889 en bibliothecaris van 1882 tot 1889. Hij knoopte vriendschappen aan met Karel Verschelde, Louis Gilliodts, Edward Gailliard en Adolf Duclos. Hoewel relatief recent als Bruggeling, schreef hij in de Handelingen van het Genootschap voor Geschiedenis de biografische nota over Karel Verschelde.
In 1880 werd Nelis lid van de 'Vlaamsche Broederbond', een Brugse vereniging die erkenning van de moedertaal nastreefde. Hij trad er onmiddellijk als voordrachtgever op, met lezingen over Hendrik Conscience. In 1884 werd hij ondervoorzitter van de vereniging.
Een van de zoons uit het gezin Nelis-Brouwers was Karel Nelis (Brugge 1875 - Leuven 1935) die arts werd en hoogleraar in Leuven. Een andere zoon was Hubert Nelis (Brugge 1877 - Brussel 1938) die adjunct algemeen rijksarchivaris werd.

## Publicaties
- La bataille d'Axpoele (21 juin 1128), 1876-77
- Fragment inédit du Spieghel historiael, 1880
- Hendrik Conscience's leven en werken. Drie voordrachten, Brugge, 1882